# Louis A. Bafalis

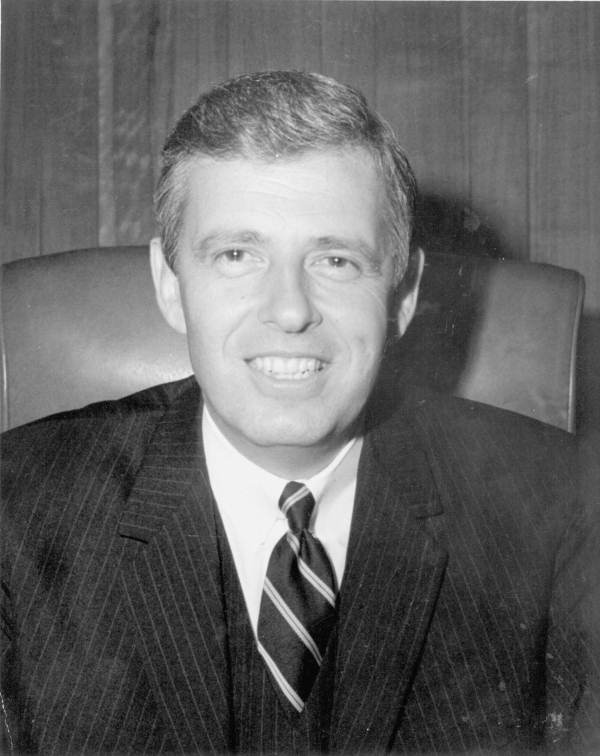
Louis A. Bafalis (1968)

Louis Arthur „Skip“ Bafalis (* 28. September 1929 in Boston, Massachusetts; † 10. März 2023 in Fairfax Station, Virginia) war ein US-amerikanischer Politiker. Zwischen 1973 und 1983 vertrat er den Bundesstaat Florida im US-Repräsentantenhaus.

## Werdegang
Louis Bafalis besuchte bis 1948 die Manchester Central High School in New Hampshire und danach bis 1952 das St. Anselm’s College in Manchester. Zwischen 1953 und 1956 war er Soldat der US Army. Nach seiner Militärzeit arbeitete er als Investmentbanker. Zwischenzeitlich zog er nach Florida um. Politisch wurde Bafalis Mitglied der Republikanischen Partei. Im Jahr 1964 wurde er in das Repräsentantenhaus von Florida gewählt. Zwischen 1966 und 1970 gehörte Bafalis dem Staatssenat an. Im Jahr 1970 bewarb er sich erfolglos in seiner Partei um die Nominierung als Kandidat für die anstehende Gouverneurswahl.
Bei den Kongresswahlen des Jahres 1972 wurde Bafalis im zehnten Wahlbezirk von Florida in das US-Repräsentantenhaus in Washington, D.C. gewählt, wo er am 3. Januar 1973 die Nachfolge von J. Herbert Burke antrat, der in den zwölften Distrikt wechselte. Nach vier Wiederwahlen konnte er bis zum 3. Januar 1983 fünf Legislaturperioden im Kongress absolvieren. 1982 verzichtete Bafalis zu Gunsten einer Kandidatur bei den Gouverneurswahlen auf eine erneute Wiederwahl in den Kongress; er unterlag aber dem demokratischen Amtsinhaber Bob Graham mit 35:65 Prozent der Stimmen. In den folgenden Jahren arbeitete er bei einer politischen Beraterfirma.